# فرودگاه ناگاساکی
فرودگاه ناگازاکی (به انگلیسی: Nagasaki Airport) یک فرودگاه نظامی و همگانی با کد یاتا NGS است که یک باند فرود آسفالت و بتن دارد و طول باند آن ۳۰۰۰ متر است. این فرودگاه در شهر اومورا، ناگازاکی کشور ژاپن قرار دارد .

## شرکت‌های هواپیمایی و مقصدهای پروازی
| شرکت‌های هواپیمایی         | مقصدهای پروازی                     |
| ------------------------- | ---------------------------------- |
| Air Seoul                 | فصلی: اینچئون                      |
| آل نیپون ایرویز           | چوبو سنترایر، ناها، اوساکا، هانه‌دا |
| هواپیمایی شرقی چین        | شانگهای پودنگ                      |
| خطوط هوایی ژاپن           | اوساکا، هانه‌دا                     |
| میانمار ایرویز اینترنشنال | چارتر: یانگون                      |
| اورینتال ایر بریج         | فوکوئه کوکو، ایکی، تسوشیما         |
| Peach                     | کانزای                             |
| Skymark Airlines          | کوبه، هانه‌دا                       |
| Solaseed Air              | هانه‌دا                             |